# Mlinščica
Mlinščica je obče ime za kateri koli vodotok, ki so ga po umetnem kanalu potegnili od reke ali potoka in se praviloma vrne v izvorni vodotok. Namenjena je pogonu mlinov ali žag; kasneje tudi industrijskih obratov in tovarn. Ker je mlinščic v Sloveniji veliko in so bile nekatere od njih gospodarsko pomembnejše od glavne reke, so jih poimenovali tudi z lastnim imenom Mlinščica. Tam, kjer je bila mlinščica ena, se je preprosto imenovala Mlinščica. Kjer jih je bilo več, so jih imenovali Levobrežna in Desnobrežna Mlinščica. Kjer sta bili blizu dve reki, tudi po rekah, iz katerih sta pritekali, ali po kraju, skozi katerega je tekla.